# 후지와라노 도시나리

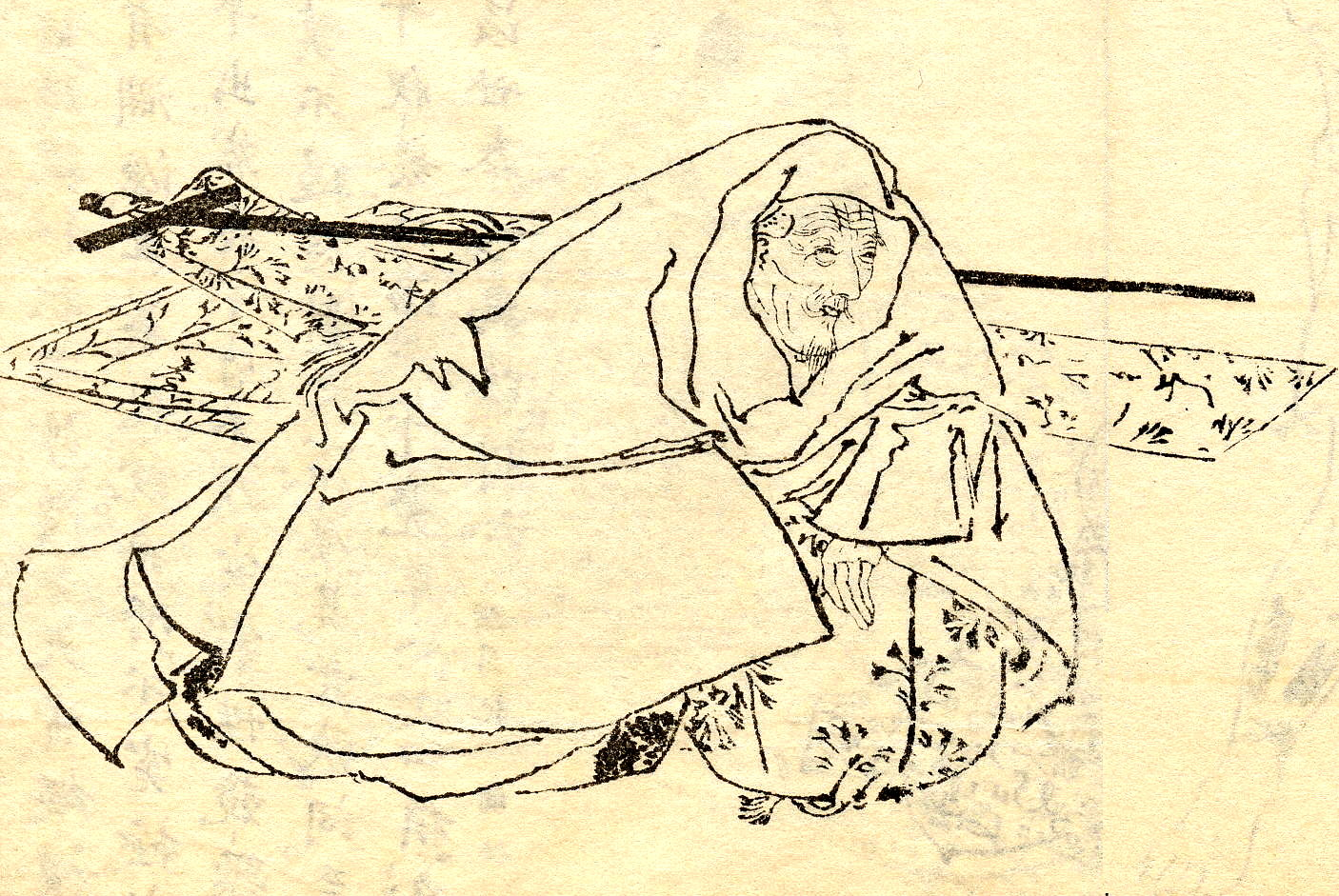
후지와라노 도시나리

후지와라노 도시나리(일본어: 藤原俊成, 1114년 ~ 1204년)는 일본 헤이안 시대, 가마쿠라 시대의 구게이다.

## 생애
그가 살았던 당시는 호겐, 헤이지의 난에서 보듯이 격동의 시대였다. 세상의 정세가 변해가는 중에 시인으로서 삶을 이어갔다.

## 가계
그의 아들은 백인일수의 정식 편집자 후지와라노 사다이에이다.

## 와카
```
세상에 길이 없다고 생각하고 산에 들어가니 사슴이 울고 있네.
世の中よ 道こそなけれ 思ひ入る 山の奥にも 鹿ぞ鳴くなる
```